# Standesrecht
Mit dem Begriff Standesrecht (nicht zu verwechseln mit Standrecht) wird das Recht eines Berufsstandes bezeichnet, dem von Seiten des Staates seine Selbstverwaltung in eigener Verantwortung übertragen wurde. Dies betraf in erster Linie das Berufsrecht der freien Berufe, klassischerweise der Ärzte, Rechtsanwälte, Steuerberater und Wirtschaftsprüfer. Es ist – teils bis heute – nur rudimentär gesetzlich geregelt und basiert oft und in weiten Teilen auf überkommenem Gewohnheitsrecht (siehe Standesregeln). Das Standesrecht wird durch die für die jeweilige Standesorganisation eingerichteten Ehrengerichte überwacht. Sie gelten im Wesentlichen für alle Berufe, die in berufsständischen Körperschaften des öffentlichen Rechts (Kammern wie Industrie- und Handelskammer, Handwerkskammer, Landwirtschaftskammer, Ärztekammer, Apothekerkammer, Psychotherapeutenkammer, Tierärztekammer, Zahnärztekammer, Notarkammer, Rechtsanwaltskammer, Patentanwaltskammer, Steuerberaterkammer, Architektenkammer, Ingenieurkammer und die bisher eingerichteten Pflegekammern) organisiert sind. In rechtlicher Hinsicht handelt es sich um die durch einen staatlichen Hoheitsakt übertragene Selbstverwaltung.

## Berufsordnung (Heilberufe)
Ärzte, Zahnärzte, Tierärzte, Psychotherapeuten, Apotheker und Angehörige von Pflegefachberufen unterliegen Berufsordnungen, die von den jeweiligen Kammervollversammlungen mit Zustimmung der zuständigen Aufsichtsbehörde – den Gesundheitsministerien der Länder – verabschiedet werden. Sie unterliegen ggf. auch den Berufsgerichten, die meist beim Oberlandesgericht angesiedelt sind.
Die Berufsordnungen der Heilberufsangehörigen regeln das Verhalten gegenüber Patienten, Kollegen, Mitarbeitern und anderen Partnern im Gesundheitswesen. Mit der Festlegung von Berufsrechten und Berufspflichten dient die Berufsordnung dem Ziel,
- die Freiberuflichkeit zu gewährleisten;
- das besondere Vertrauensverhältnis zwischen Heilberufsangehörigen und Patient zu erhalten und zu fördern;
- die Qualität der Tätigkeit im Interesse der Gesundheit der Bevölkerung sicherzustellen;
- das Ansehen des Berufes zu wahren;
- berufswürdiges Verhalten zu fördern und berufsunwürdiges Verhalten zu verhindern, um damit dem Gemeinwohl zu dienen.

Diese allgemein formulierten Ziele werden in den Berufsordnungen detailliert geregelt, beispielsweise zu den Themen Ärztliche Schweigepflicht, Datenschutz, Fortbildung, Dokumentationspflicht, Qualitätssicherung, Praxisführung, Berufswidrige Werbung, Kollegialität.
Die Entscheidung des Bundesverfassungsgerichts vom 14. Juli 1987 gab unter Hinweis auf die Wesentlichkeitstheorie die Beschleunigung einer Entwicklung zu ausgefeilterer staatlicher Kontrolle vor. Die Berufsordnung für Rechtsanwälte wurde daraufhin (nach langer Wartezeit) mit Gesetz vom 11. März 1997 neu geregelt und im Ergebnis deutlich liberalisiert, so dass u. a. seitdem Werbung wie das Anpreisen von Tätigkeitsschwerpunkten erlaubt ist.
Im Gleichlaut entschied 2003 das Bundesverfassungsgericht, dass auch im ärztlichen und zahnärztlichen Bereich das Werbeverbot in Berufsordnungen verfassungswidrig sei, mit Ausnahme „marktschreierischer“ Werbung (BvR 1608/02). Auch das Ausweisen von Tätigkeitsschwerpunkten sei zulässig. Es dürfe nur nicht mit falschen Tatsachenbehauptungen geworben werden.